# Carl Friedman
Carl Friedman (* 29. April 1952 in Eindhoven, Niederlande; † 27. März 2020 in Amsterdam; eigentlich Carolina Klop) war eine niederländische Schriftstellerin.

## Leben
Carl Friedman wuchs in einem katholischen Umfeld in Eindhoven und später in Antwerpen auf. Die Nachwirkungen des Zweiten Weltkriegs und des deutschen Nationalsozialismus hinterließen bereits in frühen Jahren ihren Eindruck. Ab ihrem 15. Lebensjahr hielt sie ihre Gedanken hierzu schriftlich fest.
Nach der Schule machte Carl Friedman eine Ausbildung als Übersetzerin. Sie zog nach Breda und arbeitete einige Jahre in der Redaktion der Tageszeitung De Stem. Nach ihrer Scheidung ließ sich Carl Friedman mit ihrem Sohn in Amsterdam nieder.

## Werke
- Tralievader, Oorschot B.V. (1991), ISBN 978-90-282-0782-0
  - Vater. Aufbau Taschenbuch (1997), ISBN 3-7466-1429-5
- Twee koffers vol Oorschot B.V. (1993), ISBN 978-90-282-4249-4; verfilmt von Jeroen Krabbé als Left Luggage
  - Zwei Koffer. Kiepenheuer (1996), ISBN 3-378-00595-5
- De grauwe minnaar, Oorschot B.V. (1996), ISBN 978-90-282-0900-8
  - Der graue Liebhaber. Kiepenheuer (1997), ISBN 3-378-00605-6
- Dostojevski's paraplu, Oorschot B.V. (2001), ISBN 978-90-282-0978-7
- Wie heeft de meeste joden Oorschot B.V. (2004), ISBN 978-90-282-4028-5